# Matamuhuri
La Matamuhuri est un fleuve de Birmanie et du Bangladesh qui prend sa source non loin de celle de la Sangu, dans le nord de la chaîne de l'Arakan.
Comme la Sangu, la Matamuhuri traverse la région des Chittagong Hill Tracts et le district de Cox's Bazar pour se jeter dans le golfe du Bengale.
Sa longueur totale est de 287 km.